# Blăgești
Blăgești es una comuna ubicada en el distrito de Vaslui, Rumania.

## Superficie
Posee una superficie de 48,42 kilómetros cuadrados.

## Demografía
Hasta 2021 la población era de 1178 habitantes, con una densidad de población de 24,33 habitantes por kilómetro cuadrado.